# أوبري هيل
أوبري هيل (بالإنجليزية: Aubrey Hill)‏ هو لاعب كرة قدم أمريكية أمريكي، ولد في 18 فبراير 1972 في ميامي في الولايات المتحدة.